# Аспар
Вижте пояснителната страница за други личности с името Ардабур.
Флавий Ардабур Аспар (на латински: Flavius Ardabur(ius) Aspar; 400 – 471) е от алано-готски произход, патриций и magister militum на Източната Римска империя.
Син на magister Ардабур, Аспар играе ключова роля в експедицията на баща си от 424, която има за цел да разбие западния узурпатор Йоан и да постави Гала Плацидия и нейния син Валентиниан III на негово място. Той също така помага при преговорите за мир с Гейзерик след вандалското нашествие в Африка.
През 434 г. той е консул. Аспар не е можел да стане император поради това, че е арианин. Вместо това неговият подчинен Маркиан става император като се оженва за сестрата на Теодосий II – Пулхерия. Въпреки това приемникът на Маркиан – Лъв I, в крайна сметка се обръща срещу него. През 471 Аспар е убит заедно със сина си Ардабур (консул 447 г.) в двореца при участието на евнуси. Остава жив само един от синовете му. След смъртта му, неговият оръженосец Остри се опитва да се противопостави на императора-изменник с малка група гети, но не успява. При все това, в цяла Тракия и останалите Гетски земи започват брожения срещу изменника – Лъв I.
Аспар е учителят на Теодорих Велики, който по-късно става крал на остготите.
Аспар има друг син, Ерменерик (консул 465 г.), от сестрата на Теодорих Страбон. Третият му син Флавий Патриций e консул през 459 г.